# Condado de Washoe
O Condado de Washoe (em inglês:  Washoe County) é um dos 16 condados do estado americano de Nevada. A sede e localidade mais populosa do condado é Reno. Foi fundado em 1861.

## Geografia
De acordo com o United States Census Bureau, o condado possui uma área de 16 944 km², dos quais 16 323 km² estão cobertos por terra e 621 km² por água.

## Demografia
Segundo o censo nacional de 2010, o condado possui uma população de 421 407 habitantes e uma densidade populacional de 26 hab/km². É o segundo condado mais populoso de Nevada. Possui 184 841 residências, que resulta em uma densidade de 11 residências/km².